# 后凯恩斯学派
後凱恩斯經濟學（英語：post-Keynesian economics），一個基于凯恩斯的著作《就业、利息和货币通论》而形成的經濟學學派，主要源自英國，代表人物有米哈爾·卡萊斯基、瓊·羅賓遜、尼古拉斯·卡爾多、保羅·戴維森等人，其認為凱恩斯的思想被新凱恩斯主義者等人曲解。
他們与新凱恩斯學派及新興凱恩斯學派（New Keynesian）的主要区别在于：
- 强调非确定性、历史时间（Historical Time）和非遍历性。（与风险、逻辑时间及遍历性相对）
- 强调货币在短期和长期内对“真实”经济（产出、就业等）都有影响
- 否定新古典學派所認可的一般均衡论的正確性

## 概說
後凱恩斯學派的名稱，最早起源於1975年。

## 學術界觀點
經濟學家约瑟夫・哈勒维荣誉研究员聲稱後凱恩斯主義的代表人物之一希克斯從古典馬克思主義及奧地利派的思想等等汲取了靈感，創立了關於结构性非均衡的理論。

## 評價
擁護生態馬克思主義的經濟學家約翰·貝拉米·福斯特聲稱後凱恩斯主義的立場在這麼多個分支的立場之中最接近古典凱恩斯主義的立場，並且可以被用來抨擊所謂的混蛋凱恩斯主義和分析資本主義制度，福斯特也表示他認同凱恩斯所持有的不少觀點的正確性，但福斯特聲稱凱恩斯的思想深度低於馬克思的思想深度，故此社會需要的是馬克思主義而非凱恩斯主義。

## 延伸阅读
- Arestis, Philip. . Cambridge Journal of Economics. 1996, 20: 111–135. doi:10.1093/oxfordjournals.cje.a013604.
- Davidson, Paul. . Palgrave Macmillan. 2007.
- Eichner and Kregel. . Journal of Economic Literature. 1975, 13: 1293–1314.
- Harcourt, Geoff. . Columbia University Press. 2006.
- Hayes, M.G. . Edward Elgar Publishing. 2008. ISBN 978-1-84844-056-2.
- Kaldor, Nicholas. . Cambridge Journal of Economics. 1980, 4 (3): 271–292. doi:10.1093/oxfordjournals.cje.a035457.
- King, J.E. . Edward Elgar Publishing. 2002. ISBN 978-1-84064-420-3.
- Minsky, Hyman. . Columbia University Press. 1975.
- Pasinetti, Luigi. . Columbia University Press. 2007.
- Robinson, Joan; Eatwell, John.  2. McGraw Hill. 1974.
- Skidelsky, Robert. . Allen Lane. 2009: 42. ISBN 978-1-84614-258-1.

## 外部連結
- Official website of Review of Keynesian Economics （页面存档备份，存于）